# Éric Boniface
Pour les articles homonymes, voir Boniface.
Éric Boniface est un footballeur français né le 2 novembre 1969 à Paris. Il évolue au poste de défenseur. 

## Biographie
D'ascendance martiniquaise, il est formé à l’école sochalienne, il évolue au CS Louhans-Cuiseaux dans la première partie de sa carrière, avant de retrouver le FCSM de 1997 à 1999 (47 matches et 4 buts en D1 et D2).
Il remporte la Coupe de la ligue en 2000 avec Gueugnon.
Il joue 2 matchs de Coupe de l'UEFA avec Gueugnon et 11 matchs en Ligue 1 sous les couleurs de Sochaux. 
Reconverti dans le coaching (Montceau B), il entraine les moins de 19 ans nationaux du FC Gueugnon, puis devient ensuite le nouvel entraîneur de l'équipe A de l'USC Paray Foot. Durant l'été 2012, il quitte le club parodien et revient au FC Gueugnon, où il est, avec Philippe Correia, coentraineur de l'équipe première en DH. Il devient entraîneur du CS louhans-cuiseaux 71 en avril 2015.

## Carrière
- 1990-1997 :  CS Louhans-Cuiseaux (180 matchs, 15 buts)
- 1997-1999 :  FC Sochaux (48 matchs, 4 buts)
- 1999-2002 :  FC Gueugnon (102 matchs, 3 buts)
- 2002-2003 :  Stade de Reims (22 matchs)[1]

## Palmarès
- Champion de France 87 de 3e division avec le FC Sochaux
- Vainqueur de la Coupe de la Ligue en 2000 avec Gueugnon